# Crown v. Stevens
Crown v. Stevens is een Britse misdaadfilm uit 1936 onder regie van Michael Powell.

## Verhaal
Een voormalige danseres trouwt met een man voor zijn geld. Hij blijkt echter vreselijk arm te zijn. Ze denkt erover na om zijn levensverzekering op te strijken.

## Rolverdeling
| Acteur           | Personage         |
| ---------------- | ----------------- |
| Beatrix Thomson  | Doris Stevens     |
| Patric Knowles   | Chris Jensen      |
| Glennis Lorimer  | Molly Hobbes      |
| Reginald Purdell | Alf               |
| Allan Jeayes     | Inspecteur Carter |
| Frederick Piper  | Arthur Stevens    |
| Googie Withers   | Ella Levine       |
| Mabel Poulton    | Mamie             |